# Litouwen op het Eurovisiesongfestival 2006
Litouwen nam deel aan het Eurovisiesongfestival 2006 in Athene, Griekenland. Het was de 7de deelname van het land op het Eurovisiesongfestival. De selectie verliep via een nationale finale. De LRT was verantwoordelijk voor de Litouwse bijdrage voor de editie van 2006.

## Selectieprocedure
De Litouwse omroep koos ervoor om hun kandidaat en lied deze keer via een nationale finale te selecteren.
In totaal deden er 16 artiesten mee aan deze finale.

| №  | Song                          | Singer                   | Points | Place |
| -- | ----------------------------- | ------------------------ | ------ | ----- |
| 1  | "Flirtin' On The Dance Floor" | C–Stones & Favour        | 1689   | 11de  |
| 2  | "Wonder Who Loves You"        | Artas                    | 1625   | 12de  |
| 3  | "Falling In Love"             | Robertas Kupstas         | 2681   | 8ste  |
| 4  | "Make Me Wanna Lose You"      | Augustė                  | 1959   | 10de  |
| 5  | "If My Dream Came True"       | B'Avarija                | 765    | 15de  |
| 6  | "Welcome To Lithuania"        | InCulto                  | 16451  | 2de   |
| 7  | "4 Ever"                      | Dove                     | 1361   | 13de  |
| 8  | "Time To Change"              | Onsa                     | 699    | 16de  |
| 9  | "Alright"                     | N.E.O.                   | 2735   | 7de   |
| 10 | "Back To The Future"          | Saulės Kliošas           | 1084   | 14de  |
| 11 | "Just For Fun"                | Aistė Pilvelytė          | 4307   | 6de   |
| 12 | "Pavasario lietus"            | Nacija & Rasa Juzukonytė | 2017   | 9de   |
| 13 | "We Are The Winners"          | LT United                | 32669  | 1ste  |
| 14 | "The Heat"                    | Alanas Chošnau           | 9249   | 3de   |
| 15 | "Round And Round"             | Gravel                   | 6462   | 4de   |
| 16 | "Tavo ir mano dalia"          | Edmundas Kučinskas       | 4912   | 5de   |

## In Athene
Op het festival in Griekenland moest Litouwen optreden als 18de in de halve finale, net na Nederland en voor Portugal.
Op het einde van de puntentelling bleek dat ze 163 punten ontvangen hadden en op de 5de plaats waren geëindigd. Dit was genoeg om de finale te bereiken.
Men ontving 1 keer het maximum van de punten.
België en Nederland hadden respectievelijk 7 en 5 punten over voor deze inzending.
In de finale moest men aantreden als 14de, net na Bosnië en Herzegovina en voor het Verenigd Koninkrijk.
Op het einde van de puntentelling bleek dat ze 162 punten ontvangen hadden en op de 6de plaats waren geëindigd. Dit is tot op heden nog steeds het beste resultaat van het land op het festival.
Men ontving 1 keer het maximum van de punten.
België en Nederland hadden respectievelijk 4 en 6 punten over voor deze inzending.

### Gekregen punten

#### Halve Finale
| 12 punten                                                         | 10 punten                                                           | 8 punten                          | 7 punten                          | 6 punten                                        |
| ----------------------------------------------------------------- | ------------------------------------------------------------------- | --------------------------------- | --------------------------------- | ----------------------------------------------- |
| - Ierland                                                         | - Letland - Polen - Verenigd Koninkrijk                             | - Estland - Finland - IJsland     | - België                          | - Bulgarije - Moldavië - Slovenië - Wit-Rusland |
| 5 punten                                                          | 4 punten                                                            | 3 punten                          | 2 punten                          | 1 punt                                          |
| - Andorra - Kroatië - Nederland - Noorwegen - Oekraïne - Portugal | - Cyprus - Denemarken - Noord-Macedonië - Monaco - Rusland - Zweden | - Roemenië - Servië en Montenegro | - Bosnië en Herzegovina - Turkije | - Duitsland - Griekenland                       |

#### Finale
| 12 punten                        | 10 punten                                                      | 8 punten                                                              | 7 punten                        | 6 punten                            |
| -------------------------------- | -------------------------------------------------------------- | --------------------------------------------------------------------- | ------------------------------- | ----------------------------------- |
| - Ierland                        | - IJsland - Letland - Verenigd Koninkrijk                      | - Estland - Finland - Polen                                           | - Andorra - Denemarken - Monaco | - Kroatië - Nederland - Wit-Rusland |
| 5 punten                         | 4 punten                                                       | 3 punten                                                              | 2 punten                        | 1 punt                              |
| - Noorwegen - Oekraïne - Rusland | - België - Cyprus - Griekenland - Moldavië - Portugal - Spanje | - Israël - Noord-Macedonië - Servië en Montenegro - Slovenië - Zweden |                                 | - Bulgarije - Duitsland - Malta     |

### Punten gegeven door Litouwen

#### Halve Finale
Punten gegeven in de halve finale:
| 12 punten | Rusland               |
| 10 punten | Finland               |
| 8 punten  | Polen                 |
| 7 punten  | IJsland               |
| 6 punten  | Oekraïne              |
| 5 punten  | Zweden                |
| 4 punten  | Ierland               |
| 3 punten  | Bosnië en Herzegovina |
| 2 punten  | België                |
| 1 punt    | Nederland             |

#### Finale
Punten gegeven in de finale:
| 12 punten | Rusland               |
| 10 punten | Finland               |
| 8 punten  | Letland               |
| 7 punten  | Oekraïne              |
| 6 punten  | Ierland               |
| 5 punten  | Zweden                |
| 4 punten  | Bosnië en Herzegovina |
| 3 punten  | Griekenland           |
| 2 punten  | Armenië               |
| 1 punt    | Roemenië              |